# Franziska Sarwey
Franziska Sarwey (* 25. Mai 1900 in Stuttgart; † 24. August 1976 ebenda) war eine deutsche Bildhauerin. In ihren späteren Jahren arbeitete sie gesundheitsbedingt als Kunsthistorikerin.

## Leben und Werk
Franziska Sarwey wuchs in Stuttgart auf, wo ihr Vater als Jurist und Senatspräsident wirkte. Über ihre aus Berlin stammende Mutter kam sie bereits in frühen Jahren mit dem Kunsthistoriker und Direktor des Kaiser Friedrich Museums (des heutigen Bode-Museums) Hans Mackowsky in Kontakt. Hier bereits wurde ihr lebenslang anhaltendes Interesse für Michelangelo und die Kunst der Renaissance geweckt.
Mit 19 Jahren wurde Franziska Sarwey in die Bildhauerklasse von Ludwig Habich an der Kunstakademie Stuttgart aufgenommen. Sie absolvierte Zusatzstudien an der Kunstgewerbeschule Berlin.
Im Zweiten Weltkrieg wurden ihr Atelier und fast ihr gesamtes bildhauerisches Werk durch Bombeneinwirkung zerstört. 1945 wurde sie Mitbegründerin des „Bundes Bildender Künstlerinnen Württembergs“ und von 1948 bis 1956 die Vorsitzende dieses Vereines. In den 1950er Jahren musste sie sich einer schweren Kopfoperation unterziehen, in deren Folge sie Hammer und Meißel zur Seite legen musste. Da sie sehr gut Italienisch sprach, beschäftigte sie sich nun mit ungeklärten Problemen der Kunstgeschichte um Michelangelo. Als Kunsthistorikerin befasste sie sich auch mit Matthias Grünewald und dem Isenheimer Altar. Sie arbeitete sich sehr tief in die esoterische Bildsprache Grünewalds ein und begann ein Werk über die ungelösten Fragen der Grünewaldforschung. Eine schwere Krankheit verhinderte zunächst die Herausgabe dieser Forschungen, die nach ihrem Tode in einer Kurzfassung erschienen.
Franziska Sarwey starb am 24. August 1976 in Stuttgart.

## Ausstellungsteilnahmen (Auszug)
- 1947: Stuttgarter Sezession (Büste Professor Heinrich Altherr, Bronze).[2]